# Gaherere
Gaherere är ett vattendrag i Burundi.   Det ligger i provinsen Cankuzo, i den nordöstra delen av landet, 160 kilometer öster om huvudstaden Bujumbura.
I omgivningarna runt Gaherere växer huvudsakligen savannskog. Runt Gaherere är det ganska tätbefolkat, med 120 invånare per kvadratkilometer.